# Simoselaps bimaculatus
Simoselaps bimaculatus är en ormart som beskrevs av Duméril, Bibron och Duméril 1854. Simoselaps bimaculatus ingår i släktet Simoselaps och familjen giftsnokar och underfamiljen havsormar. Inga underarter finns listade i Catalogue of Life.
Arten förekommer med tre från varandra skilda populationer i västra, sydvästra och södra Australien. Den lever i gräsmarker, i hedområden, i buskskogar och i torra öppna skogar. Simoselaps bimaculatus hittas även i öknar. Honor lägger ägg.
För beståndet är inga hot kända. IUCN listar arten som livskraftig (LC).